# Đại sứ quán Perú tại La Habana
Đại sứ quán Perú tại Cuba (tiếng Tây Ban Nha: Embajada del Perú en Cuba) là cơ quan đại diện cho phái bộ ngoại giao thường trực của quốc gia Nam Mỹ này tại Cuba. Đại sứ Perú tại Cuba hiện nay là Gonzalo Flavio Guillén Beker.

## Lịch sử
Perú và Cuba thiết lập quan hệ vào năm 1902. Sau Cách mạng Cuba, mối quan hệ này vẫn được tiếp tục thế nhưng bản chất rắc rối của chúng đã khiến Perú cắt đứt quan hệ ngoại giao vào ngày 30 tháng 12 năm 1960, dẫn đến việc đóng cửa đại sứ quán Perú. Sau khi Chính phủ Cách mạng của Juan Velasco Alvarado được thành lập, Perú đã tái lập quan hệ ngoại giao với Cuba vào ngày 8 tháng 7 năm 1972 và vẫn duy trì cho đến nay.

### Khủng hoảng năm 1980
Vào đầu năm 1980, một nhóm nhỏ công dân Cuba đã tìm đường vào đại sứ quán này, gây ra một cuộc khủng hoảng quốc tế về tình trạng ngoại giao của khoảng 10.000 người Cuba xin tị nạn đã gia nhập cùng họ trong những ngày tiếp theo sau khi chính phủ Cuba ngừng bảo vệ đại sứ quán.
Sau sự kiện này, đại sứ quán—lúc đó tọa lạc tại Đại lộ số 5 khu Miramar—đã đóng cửa và trở thành Bảo tàng Lịch sử Tuần hành của Nhân dân Chiến đấu (tiếng Tây Ban Nha: Museo de la Marcha del Pueblo Combatiente) cho đến năm 1988, khi triển lãm được chuyển đến Bảo tàng Thành phố tại Marianao. Sau một thời gian bị bỏ hoang, đại sứ quán cũ đã bị phá hủy vào mùa hè năm 1999, trở thành bãi đậu xe cho một khách sạn du lịch được khai trương với cái tên Novotel, và về sau gọi là Occidental Miramar, rồi cuối cùng là Memories Miramar.